# Schloss Passerin d’Entrèves (Châtillon)
Das Schloss Passerin d’Entrèves ist eine ehemalige Höhenburg oberhalb der Gemeinde Châtillon im Aostatal. Heute ist es ein Herrenhaus (it. „signorile villa moderna“).
In dem Herrenhaus, das nicht öffentlich zugänglich ist und bis 1970 einige Zeit im Jahr bewohnt war, ist das wichtige Archiv der Familie Challant, eine der einflussreichsten Familien in der Geschichte des Aostatals, untergebracht. Das Herrenhaus ist von einem Park mit geschützten, alten Bäumen umgeben, der in den Sommermonaten öffentlich zugänglich ist.

## Beschreibung
Die Burg, die im 18. Jahrhundert zu einem kleinen Adelspalast umgewandelt wurde, zählt zu den ältesten im Aostatal, obwohl vom Erscheinungsbild einer mittelalterlichen Burg nur wenig und von vorher vorhandenen Anlagen auf dem Felsvorsprung nichts erhalten geblieben ist. Das Landhaus präsentiert sich als kompakter Komplex mit rechteckigem Grundriss, zwei Türmen, die nach Westen vorspringen, und einem weiteren Gebäude im Osten, das „östlicher Turm“ genannt wird, für das Gästehaus und die Kapelle.
Das Herrenhaus liegt in einem Park, der im 18. Jahrhundert konzipiert wurde; die Terrassierungen stammen aus dem Jahre 1717, wogegen erst im 19. Jahrhundert die Umfassungsmauer um den Park angelegt wurde.
Auch die Nebengebäude des Herrenhauses stammen aus dem 19. Jahrhundert: Die Stallungen und ein Häuschen für den Hausmeister ließ Christin Passerin d’Entrèves (1830–1896) dort errichten, wo einst der alte, sechseckige Westturm stand, der die Winde zum Betrieb der Zugbrücke enthielt, die bereits im 18. Jahrhundert abgerissen wurde. Nicht weit davon entfernt kann man das Gewächshaus sehen, das ebenfalls aus derselben Epoche stammt.

### Innenräume
In dem Herrenhaus gibt es eine reiche Bibliothek, in der einst das Archiv der Familie Challant untergebracht war: Der Saal aus der Zeit von Giovanni di Challant hat eine Holzdecke und die Wände sind mit Fresken aus dem 15. Jahrhundert dekoriert, insbesondere eine ineinander verschlungene Palisade erinnert an die im Innenhof des Schloss Fénis entlang des Balkons im zweiten Obergeschoss gemalte. Die Möbel sind im Empirestil gehalten und im Speisesaal gibt es eine Bildwirkerei in napoleonischem Stil.
Die Fresken der Ostkapelle stammen von 1502. Filiberto di Challant ließ sie für die Taufe von Renato di Challant anfertigen. Die Kapelle unter den Arkaden zeigt auch das Bildnis des Turiner Grabtuches, das dort für Georges de Challant-Châtillon 1678 angebracht wurde, um die Passage der heiligen Reliquie durch die Burg bei ihrer Verbringung von Chambéry nach Turin zu feiern.
1717 ließ Paolina Solaro di Govone die Doppeltreppe, die zum obersten Stockwerk führt, und den stuckverzierten Ehrensalon errichten. Die große Treppe wurde nach 1841 nach und nach durch ein mit Fenstern versehenes Türmchen belichtet. Im Salon sind Kunstgegenstände untergebracht.

### Der Park

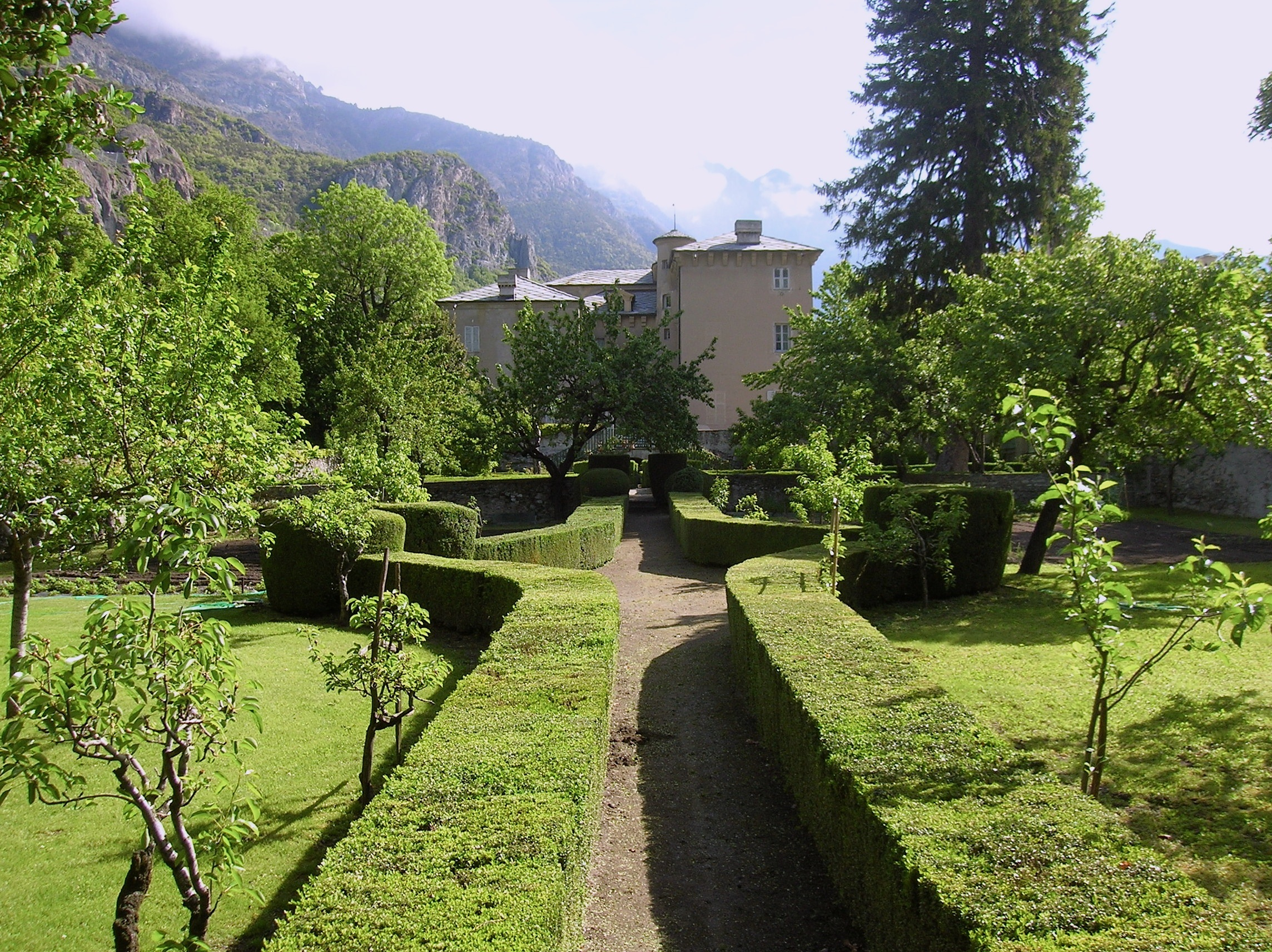
Der Park des Landhauses

Der Park des Herrenhauses erstreckt sich über eine Fläche von drei Hektar, von denen dank einer Einigung zwischen den heutigen Besitzern und der Regionalverwaltung zwei seit 1996 in der wärmeren Jahreszeit öffentlich zugänglich sind.
Die ältesten Pflanzen stammen aus der Zeit von Paolina Solaro di Govone, die sie Anfang des 18. Jahrhunderts pflanzen ließen, um die von den Franzosen bei ihren Invasionen von 1691 und 1704 ausgerissenen zu ersetzen. An diesen Hauptkern von Bäumen schlossen sich nach und nach die an, die jeweils anlässlich der Geburt eines Familienmitgliedes gepflanzt wurden. Aufgrund des Interesses der heutigen Eigentümer wurden ganz 33 Bäume von neun unterschiedlichen Arten zu Baumdenkmalen erklärt. In dem Teil des Parks, der privat genutzt wird, gibt es den letzten historischen Barockgarten, der im Aostatal verblieben ist, angelegt zusammen mit Alleen aus Linden und Buchen für die oben genannte Paolina Solaro di Govone.

## Geschichte

### Die Ursprünge
In römischer Zeit erhob sich an der Stelle des heutigen Landhauses eine Festung, von der die Siedlung ihren Namen ableitete: „Châtillon“ ist tatsächlich vom lateinischen „Castellio“ abgeleitet und dieses wieder vom Begriff „Castrum castellionis“ (dt.: Römisches Militärlager eines Kastells). Dieselbe Etymologie liegt dem Familiennamen De Castellione zugrunde, einer Familie, die die alte Festung für Wohnzwecke anpassten; die De Castelliones starben um das Jahr 1000 herum aus, wogegen ihr festes Haus im Jahre 1200 von Godefroy de Challant zerstört wurde.

### 13. und 14. Jahrhundert
Giuseppe Giacosa datiert den Bau der Burg auf das 13. Jahrhundert. Tatsächlich erscheint die Burg schon bei der Anerkennung der Feudalherrschaft 1242.
Das Lehen gehörte den Challant-Châtillons bis zu ihrem Aussterben zwischen 1361 und 1364 anzuwenden, als es unter die direkte Kontrolle der Grafen von Savoyen fiel. Yblet de Challant erwarb die Burg vom Grünen Grafen 1366.

### 15. und 16. Jahrhundert
1405 erbte Jean de Challant, Sohn von Yblet de Challant, das Anwesen und laut Pierre du Bois und Jean-Baptiste de Tillier ließ er es wiederherstellen.
Die Burg wurde so eine der beliebtesten Aufenthaltsorte der Familie Challant und insbesondere von François de Challant, der ohne männliche Erben starb. Ungeachtet des Lex salica, das Frauen verbot, zu erben, ließ sich François de Challant direkt vom Haus Savoyen das Recht einräumen, seine verschiedenen Lehen seinen Töchtern zu hinterlassen; das Schloss Passerin d'Entrèves ging an seine Tochter Catherine, der Gattin von Pierre Sarriod d’Introd. Die anderen, männlichen Mitglieder der Familie Challant (von den Zweigen Challant-Aymavilles und Challant-Fénis) fochten die Entscheidung an und wandten sich erneut an die Grafen von Savoyen, der seine Entscheidung revidierte, Jacques de Challant-Aymavilles in das Lehen einsetzte und erklärte diesmal Catherine und ihren Gatte zu Rebellen. 1456 belagerte Jacques de Challant-Aymavilles das Schloss Verrès und das Schloss Passerin d’Entrèves, in dem sich Catherine verbarrikadiert hatte, die einen tiefen Graben und eine Umfassungsmauer hatte anlegen lassen. Im Dezember desselben Jahres, nach mehreren Monaten der Belagerung und dem Tod des Gatten, der in einen Hinterhalt gefallen war, ergab sich Caterina und gab alle ihre Besitzungen an Jacques de Challant-Aymavilles. Die Umfassungsmauer wurde eingerissen, während die Burg selbst ernsthaft beschädigt war.
Louis de Challant, Sohn von Jacques de Challant-Aymavilles und neuer Eigentümer der Burg, ließ zahlreiche Arbeiten durchführen.

#### Das Wappen der Challants

Wappen der Adelsfamilie Challant

Das Wappen der Challant-Châtillons wiederholt das weiße und rote Feld, gekreuzt durch einen schwarzen Streifen, wie sie für die Familie Challant typisch sind, und fügt einen goldenen Ring als Symbol speziell für den Zweig Châtillon hinzu. Eine Legende will, dass von den Burgen, die den Challants gehörten, diejenige, die am meisten prosperierte, Burg „des Rings“ genannt wurde: Die glückliche Burg wurde als die von Châtillon identifiziert, auf dessen Grund tatsächlich ein goldener Ring gefunden wurde. Nach der Legende sollte dieser die Burg vor Krieg und Belagerung schützen. Ungeachtet der Legende war das Schloss Passerin d’Entrèves in Châtillon tatsächlich die einzige mittelalterliche Burg im Aostatal, die tatsächlich niemals gekauft oder verkauft wurde und deren Besitzerwechsel nur per Vererbung geschah. Heute gehört das Herrenhaus Claude Passerin d’Entrèves.

### 18. und 19. Jahrhundert
Der Umbau der Burg in ein Herrenhaus geschah im 18. Jahrhundert.
1717 beauftragte Paolina Solaro di Govone, Gattin von Georges-François de Challant, G. Francesia mit dem dritten Umbau der Burg: Die Gärten wurden umgestaltet, wobei Pflanzungen in Teilen des Parks durchgeführt, eine Zugangsallee von der Tolleinstrasse (rue de Tollein) angelegt (um in einer Kalesche bis zum Haus fahren zu können und nicht mehr den unbequemen, kleinen Eingang von Westen aus benutzen zu müssen), das Gelände terrassiert und die große Treppe und der Ehrensalon eingebaut wurden. 1755 erschütterte ein schweres Erdbeben das gesamte Aostatal und beschädigte das Herrenhaus ernsthaft. 1769 nahm daher der Architekt Giulio Pistono de Mongrado Restaurierungsarbeiten vor und die Kosten dafür waren so hoch, dass Graf Charles-François-Octave de Challant-Châtillon sich verschulden musste. Bei dieser Gelegenheit wurden am Herrenhaus schwerwiegende Veränderungen vorgenommen: Der mittelalterliche Stil verschwand unter den Umbauten von De Mongrado, der eine entschiedene Umstrukturierung des Komplexes voranbrachte, wobei Dach und Mauern erneuert wurden. Weitere Umbauten verfeinerten die Säle im Inneren in den Jahren 1773–1793.
1770 ging das Herrenhaus in das Eigentum von François-Maurice de Challant über, aber dieser starb sofort nach der Geburt seines einzigen Sohnes 1796: Der letzte Erbe der Challants, Jules-Jacinthe de Challant, verstarb bereits im Kindesalter 1802 und besiegelte so das Ende dessen, was einmal die mächtigste Familie des Aostatals gewesen war. Die Mutter, Gabriella Canalis di Cumiana, verheiratete sich 1814 erneut, und zwar mit dem Kolonel Amédée Passerin d’Entrèves. 1846 erbte so die Familie Passerin d’Entrèves das Herrenhaus und die Archive der Familie Challant.

## Zugang

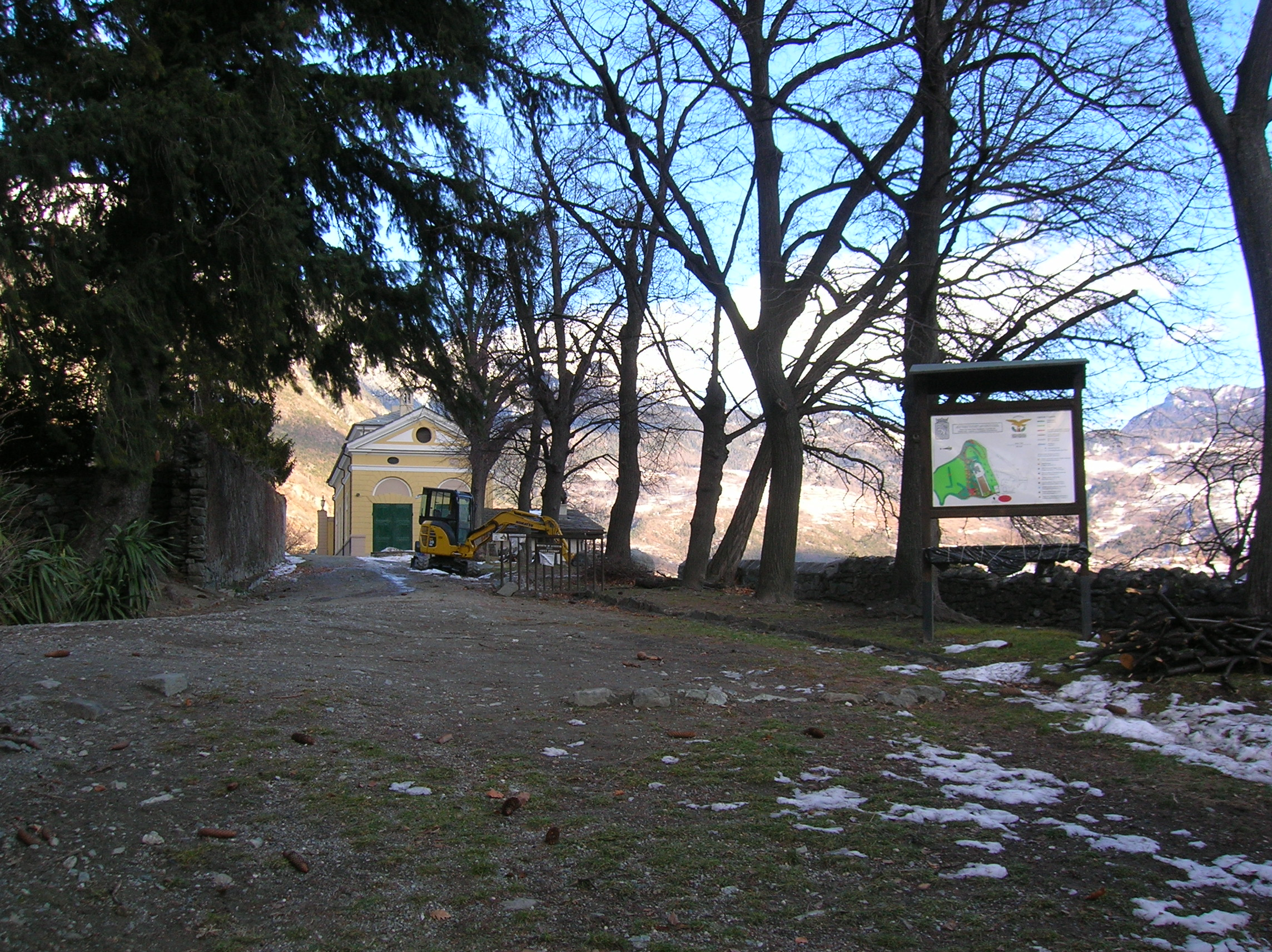
Zugang von der Rue de l'église aus im Winter

Die Burg war einst nur über einen Saumpfad erreichbar, der von der Rue de l'église abzweigte und an der imposanten Pfarrkirche Sankt Peter und Paul und am Collège Gervasone vorbei parallel zum Ruisseau de la bourgade verlief, einem um 1368 gebauten Kanal zur Ableitung des Wassers vom Bach Marmore zu verschiedenen örtlichen Industriebetrieben und der Bevölkerung der Siedlung. Heute zweigt der Hauptzugang zum Herrenhaus von der Rue de Tollein nach Süden ab. Der Besuchereingang zum Park liegt weiterhin an der Rue de l'église.